# Ануфриенко, Василий Никифорович
Василий Никофрович Ануфриенко (1900 года, Вознесеновка, Астраханская губерния, Российская империя — 1958 год, Вознесеновка, Целинный район, Калмыцкая АССР) — старший чабан колхоза имени Сталина Степновского района Астраханской области, Герой Социалистического Труда (1950).

## Биография
Родился в 1900 году в крестьянской семье в селе Вознесеновка, Астраханская губерния (в настоящее время — Целинный район Калмыкии). Трудовую деятельность начал с раннего возраста.
Участвовал в Великой Отечественной войне. Воевал в составе 248-й стрелковой Одесской дивизии. После демобилизации вступил в колхоз имени Сталина Степновского района Астраханской области (с 1961 — колхоз имени XXII партсъезда Целинного района Калмыцкой АССР). Был назначен старшим чабаном. В 1949 году был награждён за высокие достижения в трудовой деятельности орденом Трудового Красного Знамени.
Участвовал во Всесоюзной выставке ВСХВ, где получил серебряную медаль.
В 1949 году под его руководством коллектив чабанов вырастил 1294 голов молодняка в среднем весе по 6,5 килограмм на каждую голову. Указом Президиума Верховного Совета СССР от 22 августа 1950 года удостоен звания Героя Социалистического Труда «за достижение высоких показателей в животноводстве в 1949 году» с вручением ордена Ленина и золотой медали Серп и Молот.
Скончался в 1958 году в родном селе.
Память
- В Элисте на Аллее героев установлен барельеф Василия Ануфриенко.

## Награды
- Герой Социалистического Труда
- Орден Ленина (1950);
- Орден Красной Звезды;
- Орден Трудового Красного Знамени (1949);
- Орден Отечественной войны II степени;
- Медаль «За боевые заслуги»;
- Медаль «За освобождение Варшавы»;
- Медаль «За взятие Берлина»;
- Серебряная медаль ВДНХ;